# Doktor Cha
Doktor Cha (kor. 닥터 차정숙) – południowokoreański serial telewizyjny z 2023 roku, w którym główną rolę gra Uhm Jung-hwa. Oprócz niej występują również Kim Byung-chul, Myung Se-bin i Min Woo-hyuk. Serial był emitowany od 15 kwietnia do 4 czerwca 2023 roku w soboty i niedziele o godzinie 22:30 (KST) na antenie JTBC. Jest również dostępny na platformach streamingowych TVING i Netflix w wybranych regionach.
Serial odniósł sukces komercyjny i stał się jednym z najwyżej ocenianych seriali w historii koreańskiej telewizji kablowej.

## Obsada

### Główna
- Uhm Jung-hwa jako Cha Jeong-suk
  - Park Joo-won jako młoda Cha Jeong-suk
- Kim Byung-chul jako Seo In-ho
  - Park Tae-in jako młody Seo In-ho
- Myung Se-bin jako Choi Seung-hee
  - Moon Ye-jin jako młoda Choi Seung-hee
- Min Woo-hyuk jako Roy Kim

### W pozostałych rolach
- Song Ji-ho jako Seo Jung-min
- Jo Ah-ram jako Jeon So-ra
- Baek Joo-hee jako Baek Mi-hee
- Park Joon-geum jako Kwak Ae-sim
- Kim Mi-kyung jako Oh Deok-rye
- Lee Seo-yeon jako Seo Yi-rang
- So A-rin jako Choi Eun-seo
- Park Chul-min jako Yoon Tae-sik
- Kim Byung-chun jako Im Jong-kwon
- Lim Hyun-soo jako Lee Do-gyeom
- Kim Ye-eun jako Min Chae-yoon

## Oglądalność
Źródło: Pomiar oglądalności przeprowadzony w całym kraju przez Nielsen Korea.
| Sezon | Numer odcinka | Numer odcinka | Numer odcinka | Numer odcinka | Numer odcinka | Numer odcinka | Numer odcinka | Numer odcinka | Numer odcinka | Numer odcinka | Numer odcinka | Numer odcinka | Numer odcinka | Numer odcinka | Numer odcinka | Numer odcinka | Średnia |
| Sezon | 1             | 2             | 3             | 4             | 5             | 6             | 7             | 8             | 9             | 10            | 11            | 12            | 13            | 14            | 15            | 16            | Średnia |
| ----- | ------------- | ------------- | ------------- | ------------- | ------------- | ------------- | ------------- | ------------- | ------------- | ------------- | ------------- | ------------- | ------------- | ------------- | ------------- | ------------- | ------- |
| 1     | 1.125         | 1.644         | 1.700         | 2.330         | 2.437         | 2.846         | 2.856         | 3.696         | 3.411         | 4.061         | 3.552         | 4.005         | 3.143         | 4.088         | 3.232         | 4.030         | 3.010   |

| No. | Pierwotna data emisji | Średni udział w widowni (Nielsen Korea) | Średni udział w widowni (Nielsen Korea) |
| No. | Pierwotna data emisji | Nationwide                              | Seul                                    |
| --- | --------------------- | --------------------------------------- | --------------------------------------- |
| 1 | 15 kwietnia 2023      | 4.937%                                  | 5.464%                                  |
| 2 | 16 kwietnia 2023      | 7,780%                                  | 8,632%                                  |
| 3 | 22 kwietnia 2023      | 7,814%                                  | 8,488%                                  |
| 4 | 23 kwietnia 2023      | 11,205%                                 | 11,715%                                 |
| 5 | 29 kwietnia 2023      | 10,856%                                 | 12,007%                                 |
| 6 | 30 kwietnia 2023      | 13,203%                                 | 13,317%                                 |
| 7 | 6 maja 2023           | 12,874%                                 | 13,019%                                 |
| 8 | 7 maja 2023           | 16,181%                                 | 16,868%                                 |
| 9 | 13 maja 2023          | 15,588%                                 | 15,708%                                 |
| 10 | 14 maja 2023          | 17,958%                                 | 18,925%                                 |
| 11 | 20 maja 2023          | 16,225%                                 | 17,059%                                 |
| 12 | 21 maja 2023          | 18,493%                                 | 19,336%                                 |
| 13 | 27 maja 2023          | 14,420%                                 | 14,560%                                 |
| 14 | 28 maja 2023          | 18,168%                                 | 17,920%                                 |
| 15 | 3 czerwca 2023        | 14,676%                                 | 14,742%                                 |
| 16 | 4 czerwca 2023        | 18.546%                                 | 19.383%                                 |
| Średnia | Średnia               | 13.683%                                 | 14.196%                                 |
| - W tabeli powyżej, niebieski liczby przedstawiają najniższe oceny, a czerwone liczby przedstawiają najwyższe oceny. - Ten serial był emitowany na kanale kablowym/płatnej telewizji, który zazwyczaj ma relatywnie mniejszą widownię w porównaniu do telewizji naziemnej/publicznych nadawców (KBS, SBS, MBC i EBS). |                       |                                         |                                         |